# القصبة (أرحب)

تعديل مصدري - تعديل

القصبة هي إحدى قرى عزلة شعب بمديرية أرحب التابعة لمحافظة صنعاء، بلغ تعداد سكانها 831 نسمة حسب تعداد اليمن لعام 2004.